# I’m Not Okay (I Promise)
"I'm Not Okay (I Promise)" – drugi singel zespołu My Chemical Romance, pochodzący z ich drugiej płyty Three Cheers for Sweet Revenge. Do piosenki zostały nakręcone dwa teledyski: pierwszy, wyprodukowany przez Rafaelę Monfradini i Grega Kaplana, który był jednocześnie jego reżyserem, ukazuje życie członków zespołu w New Jersey. Drugi teledysk reżyserowany przez Marka Webba, opisuje życie w fikcyjnej szkole w Stanach Zjednoczonych.

## Lista utworów
Wersja pierwsza
1. I'm Not Okay (I Promise) – 3:08
2. Bury Me In Black (Demo Version) – 2:36

Wersja druga
1. I’m Not Okay (I Promise)
2. You Know What They Do to Guys Like Us in Prison (live from “The Lock Up” on BBC Radio 1)
3. I’m Not Okay (I Promise) (Live from MTV $2 Bill)